# مغز (فیلم ۱۹۶۲)
مغز (انگلیسی: The Brain) فیلمی به کارگردانی فردی فرانسیس است که در سال ۱۹۶۲ منتشر شد. از بازیگران آن می‌توان به آن هیوود و برنارد لی اشاره کرد.